# 디지털 치료법
디지털 건강의 하위 집합인 디지털 치료법(digital therapeutics)은 의학적 장애나 질병을 예방, 관리 또는 치료하기 위해 고품질 소프트웨어 프로그램을 기반으로 하는 증거 기반 치료 개입이다. 유의어로 디지털 치료제, 디지털약, 디지털 치료 기계 등이 있다. 디지털 치료 회사는 동료 검토 저널에 임상적으로 의미 있는 결과를 포함하는 시험 결과를 게시해야 한다. 치료는 일반적으로 디지털 자극에 의해 촉발되는 행동 및 생활 방식 변화에 의존한다. 방법론의 디지털 특성으로 인해 진행 보고서와 예방 조치로 데이터를 수집하고 분석할 수 있다. (제1형 및 제2형 당뇨병, 울혈성 심부전, 비만, 알츠하이머병, 치매, 천식, 약물 남용, ADHD, 고혈압, 불안, 우울증, 그리고 다른 몇몇) 디지털 치료는 인지 행동 치료에 뿌리를 둔 전략을 사용하는 경우가 많다.